# Antón Capitel
Antón González-Capitel (Cangas de Onís, Provincia de Oviedo, 1947) es doctor en arquitectura, catedrático de proyectos de la Escuela de Arquitectura de la Universidad Politécnica de Madrid y es autor de numerosos artículos y  libros sobre arquitectura histórica, arquitectura moderna española e internacional, teoría y crítica del proyecto y de la restauración, etc. Es articulista de El País y de Arquitectura Viva. Ha sido inspector general de Monumentos del Estado.

## Obras

### Manuales técnicos
- Capitel, Antón (2012). La arquitectura como arte impuro. Fundación Arquia. ISBN 978-84-939409-6-6.
- Capitel, Antón (2016). Tres sistemas arquitectónicos: Patios, partes y forma compacta. Los Libros de la Catarata. ISBN 978-84-9097-234-2.

### Colaboraciones con otros autores
- González de Canales, Francisco et al. (2019).  Ortega Sanz, Yolanda, ed. Consideraciones sobre la obra de Rafael Moneo = / Considerações sobre a obra de Rafael Moneo (en español y portugués). Fundación Arquia. ISBN 978-84-09-03691-2.
- Capitel, Antón (2019). «Fantasías e ilusiones en la invención de la arquitectura moderna». El Arte fantástico (Fundación Amigos del Museo del Prado; Círculo de Lectores): pp. 293-311. ISBN 978-84-9199-151-9.
- Capitel, Antón (2019). «Notas sobre la identidad y protección de los bienes patrimoniales modernos». Fórum do porto: património, cidade, arquitectura. Portugal: Centro de Estudios de Arquitectura e Urbanismo (CEAU). pp. 43-48. ISBN 9789898527189.
- Capitel, Antón (2019). «La basílica de San Pedro en Roma y la catedral de Jaén. Una visión contrastada». La Catedral de Jaén a examen. UJA Editorial. pp. 69-88. ISBN 978-84-9159-193-1.
- Capitel, Antón (2018). «Introducción». Textos de teoría y crítica y bibliografía sobre arquitectura moderna y contemporánea. Ediciones Asimétricas. pp. 7-10. ISBN 978-84-949178-2-0.
- Capitel, Antón (2018). «Aalto habla para un jardín». Textos de teoría y crítica y bibliografía sobre arquitectura moderna y contemporánea. Ediciones Asimétricas. pp. 29-34. ISBN 978-84-949178-2-0.
- Capitel, Antón (2017). «Madrid 92:una lección española de arquitectura». España 92, arquitectura y ciudad. 25 años después. Diseño Editorial. pp. 22-49. ISBN 9789874160386.
- Capitel, Antón (2016). «La mediateca de Sendai, de Toyo Ito: tradición e innovación». Sobre arquitectura moderna y contemporánea: una antología. Diseño Editorial. pp. 114-121. ISBN 9789874000231.
- Capitel, Antón (2015). «La arquitectura de los edificios de la enseñanza laboral en la España de la Dictadura».  En Ministerio de Educación Cultura y Deporte, Subdirección General de Documentación y Publicaciones : Junta de Andalucía, Instituto Andaluz del Patrimonio Histórico, ed. La arquitectura del Movimiento Moderno y la educación: Actas VIII Congreso Fundación DOCOMOMO Ibérico. pp. 107-112. ISBN 978-84-9959-202-2.
- Capitel, Antón (2014). «Utzon y el organicismo tardío: Antecedentes e influencia en la arquitectura contemporánea». Luces del Norte: La presencia de lo nórdico en la Arquitectura Moderna. Editorial Nobuko. pp. 58-77. ISBN 9789872949976.
- Capitel, Antón (2014). «La arquitectura pública en Madrid en el inicio del siglo XXI». Espacio o mercancía. Club de Debates Urbanos. pp. 321-344. ISBN 978-84-616-9206-4.
- Capitel, Antón (2011). «Notas sobre la identidad y la protección de los bienes patrimoniales modernos». Criterios de intervención en el patrimonio arquitectónico del siglo XX. Conferencia Internacional CAH20thC. Ministerio de Educación, Cultura y Deporte. Área de Cultura. pp. 79-84. ISBN 978-84-8181-505-4.
- Capitel, Antón (2004). «Metamorfosis de monumentos y teorías de la restauración (la Mezquita de Córdoba)».  En Colegio Oficial de Arquitectos de Murcia, ed. Máster de restauración del patrimonio histórico. pp. 85-94. ISBN 8489882207.
- Capitel, Antón (2002). «Notas en torno al arquitecto José Luis Sert».  En Universidad de Valladolid, Secretariado de Publicaciones e Intercambio Editorial, ed. 4 centenarios : Luis Barragán, Marcel Breuer, Ärne Jacobsen, José Luis Sert. pp. 15-38. ISBN 84-8448-199-9.
- Capitel, Antón (2002). «La ídea de composición en la arquitectura de Antonio Flórez».  En Publicaciones de la Residencia de Estudiantes, ed. Antonio Florez, arquitecto : 1877-1941. pp. 229-233. ISBN 84-95078-05-8.
- Capitel, Antón (2002). «La aventura moderna de la arquitectura madrileña (1956-1970)».  En Universidad Autónoma de Madrid, ed. Arquitectura española contemporánea : documentos, escritos, testimonios inéditos. pp. 582-585. ISBN 84-7477-861-1.
- Capitel, Antón (2002). «Arquitecturas modernas».  En Universidad Autónoma de Madrid, ed. Arquitectura española contemporánea : documentos, escritos, testimonios inéditos. pp. 602-603. ISBN 84-7477-861-1.
- Capitel, Antón. «Capitol». Enciclopedia Madrid s.XX. Ayuntamiento de Madrid, Primera Tenencia de Alcadía. pp. 55-56. ISBN 84-7812-555-8.
- Capitel, Antón (2002). «1925-1965».  En Fundación Docomomo Iberico, ed. Equipamentos e infra-estruturas culturais, 1925-1965 : cultura: origem e destino do movimento moderno (en portugués). pp. 133-140. ISBN 84-920495-3-7.
- Capitel, Antón (2000). «Teoría y práctica en la vivienda madrileña de los años 50». Los años 50: La arquitectura española y su compromiso con la historia : actas del congreso internacional : Pamplona 16-17 marzo 2000, Escuela Técnica Superior de Arquitectura, Universida de Navarra. T6 Ediciones. pp. 109-113. ISBN 8489713332.
- Capitel, Antón (1999). «Técnicas viejas y técnicas nuevas».  En Universidad de Valladolid, Secretariado de Publicaciones e Intercambio Editorial : Ayuntamiento de Valladolid : Junta de Castilla y León, ed. Patrimonio, restauración y nuevas tecnologías-PPU. pp. 137-142. ISBN 84-7762-960-9.
- Capitel, Antón (1998). «Dos concursos de rehabilitación arquitectónica : las ruinas de la Real Fábrica de San Fernando de Henares y el Teatro Ramos Carrión de Zamora».  En Universidad de Cantabria, Servicio de Publicaciones, ed. Cursos sobre el patrimonio histórico 2 : actas de los VIII Cursos Monográficos sobre el Patrimonio Histórico : (Reinosa, julio-agosto 1997). pp. 317-328. ISBN 84-8102-198-9.
- Capitel, Antón (1998). «La restauración y la actitud ante la Historia de la Disciplina».  En Universidad de Valladolid, Secretariado de Publicaciones e Intercambio Científico, ed. Restauración arquitectónica II. pp. 33-44. ISBN 9788477628361.
- Capitel, Antón (1998). «Los edificios ordenados en torno a patios : un método fundamental de hacer arquitectura en el período clásico».  En Universidad de Valladolid, Secretariado de Publicaciones e Intercambio Científico, ed. Restauración arquitectónica I. pp. 123-136. ISBN 84-7762-261-2.
- Capitel, Antón (1995). «La Ciudad Universitaria de Madrid como creación de un nuevo espacio urbano».  En Universidad Complutense de Madrid, Servicio de Publicaciones, ed. La Universidad Complutense y las artes: Congreso Nacional, celebrado en la Facultad de Geografía e Historia, los días 30 de noviembre, 1, 2 y 3 de diciembre de 1993, 1995. pp. 397-400. ISBN 8474915627.
- Capitel, Antón (1995). «Mecenazgo y patrimonio arquitectónico : una relación polémica». Mecenazgo y conservación del patrimonio artístico : reflexiones sobre el caso español. Fundación Argentaria. pp. 35-44. ISBN 84-7774-921-3.

## Publicaciones
- González-Capitel Martínez, Antón (2019). «La aventura moderna de la Arquitectura Madrileña (1956-1970)». Arquitectura : Revista del Colegio Oficial de Arquitectos de Madrid ( COAM ) (380): 50-59. ISSN 0004-2706.
- Capitel, Antón (2018). «La Tercera Generación, o algunos de los cantos de cisne del Movimiento Moderno». ZARCH: Journal of interdisciplinary studies in Architecture and Urbanism (10): 26-43. ISSN 2341-0531. doi:10.26754/ojs_zarch/zarch.2018102928.
- Capitel, Antón (2017). «Scharoun. De la refinada composición al feísmo violento». cpa : cuadernos de proyectos arquitectónicos (7): 110-119. ISSN 2174-1131.
- Capitel, Antón (2016). «Los rascacielos: Febrero 1988». Lápiz: Revista internacional del arte (Número Extraordinario 291-293): 65. ISSN 0212-1700.
- Capitel, Antón; Santolaya, Andrea (2016). «Rafael Moneo». Matador: revista de cultura, ideas y tendencias (23 (T)): 22-23. ISSN 1135-1772.
- Capitel, Antón (2015). «Reino Unido contra Italia. El adamismo de Reyner Banham frente al culteranismo de Ernesto N. Rogers». cpa : cuadernos de proyectos arquitectónicos (5): 7-9. ISSN 2174-1131.